# Harsefeld
Harsefeld è un comune mercato di 14 378 abitanti della Bassa Sassonia, in Germania.
Appartiene al circondario (Landkreis) di Stade (targa STD) ed è parte della comunità amministrativa (Samtgemeinde) di Harsefeld.